# Oberland (Liechtenstein)
Oberland (dosł. Górny Kraj) – jeden z dwóch regionów (Region) Liechtensteinu zajmujący południową część państwa. Siedziba administracyjna regionu znajduje się w gminie Vaduz. Region nie ma znaczenia administracyjnego jednak podział na regiony jest zawarty w Konstytucji i jest silnie zakorzeniony w krajowej tradycji. Dodatkowo region pełni funkcje okręgu wyborczego (Wahlkreis) i posiada piętnastu reprezentantów w Landtagu. Granice Oberlandu odpowiadają historycznym granicom hrabstwa Vaduz.

## Geografia
Oberland jest większy od Unterlandu zarówno pod względem zajmowanej powierzchni jak i liczby ludności – na powierzchni 125,48 km² (78% terytorium Liechtensteinu) zamieszkuje 25 043 mieszkańców (64% populacji Liechtensteinu). Większość osad ludzkich w regionie znajduje się w dolinie Renu – w zachodniej części Oberlandu, natomiast we wschodniej części dominują góry. Znajduje się tu najwyższy punkt kraju – szczyt Grauspitz (2599 m n.p.m.).

## Podział administracyjny
Do Oberlandu należy sześć gmin: Vaduz (stolica kraju), Balzers, Planken, Schaan, Triesen i Triesenberg.
| Mapa | Jednostka | Jednostka | Jednostka   | Populacja | Powierzchnia | Zarządca                     |
| ---- | --------- | --------- | ----------- | --------- | ------------ | ---------------------------- |
|      | Oberland  | Oberland  | Oberland    | 25 043    | 125,48 km²   | nie dotyczy                  |
|      |           |           | Vaduz       | 5 771     | 17,32 km²    | Manfred Bischof (FBP)        |
|      |           |           | Balzers     | 4 688     | 19,73 km²    | Hansjörg Büchel (FBP)        |
|      |           |           | Planken     | 480       | 5,34 km²     | Rainer Beck (VU)             |
|      |           |           | Schaan      | 6 049     | 26,92 km²    | Daniel Hilti (VU)            |
|      |           |           | Triesen     | 5 423     | 26,48 km²    | Daniela Wellenzohn-Erne (VU) |
|      |           |           | Triesenberg | 2 632     | 29,69 km²    | Christoph Beck (VU)          |